# Pedrouços (Maia)
Pedrouços ist eine Gemeinde im Norden Portugals.
Pedrouços gehört zum Kreis Maia im Distrikt Porto, besitzt eine Fläche von 2,6 km² und hat 11.564 Einwohner (Stand 19. April 2021).